# Ina (fiume)
La Ina è un fiume che attraversa la Polonia, ha una lunghezza di 126 chilometri.